# Kitunahan
Kitunahan je porodica indijanskih jezika iz Montane, Britanske Kolumbije i Idaha kojima su govorili Kootenai ili Kutenai Indijanci. Gatschet smatra da su postojala dva dijalekta jezika kutenai. Plemena koja su se služili kutenai jezikom ili dijalektima su Cootenai, ili Upper Cootenai; Akoklako, ili Lower Cootenai; Klanoh-Klatklam, ili Flathead Cootenai; i Yaketahnoklatakmakanay, ili Tobacco Plains Cootenai.

## Vanjske poveznice
- Kitunahan Family